# Judy
Judy es una película dramática y biográfica britanoestadounidense del 2019 basada en la vida de la cantante y actriz estadounidense Judy Garland. Fue dirigida por Rupert Goold y contó con actuación de Renée Zellweger (J. Garland), Jessie Buckley, Finn Wittrock, Rufus Sewell y Michael Gambon. Zellweger se mantuvo seis años alejada de Hollywood. Después de un reinicio, la actriz se hizo notar en todos los premios cinematográficos gracias a su interpretación. A pesar de que Zellweger volvió oficialmente como actriz en el 2016, parece ser que Judy es el filme que se convertirá en el verdadero hito de su retorno.
La película sigue la carrera de Judy Garland durante el último año de su vida cuando trasladó su carrera en el escenario a Gran Bretaña. Después de un éxito inicial para una serie de conciertos con entradas agotadas en el Talk of the Town en Londres, sus esfuerzos eventualmente dejan de progresar e incluso comienzan a empeorar debido a problemas de salud.
La película se estrenó en el Festival de Cine de Telluride el 30 de agosto de 2019 y se estrenó en Estados Unidos el 27 de septiembre de 2019, y en el Reino Unido el 2 de octubre del mismo año. Recibió críticas positivas de los críticos, y la actuación de Zellweger fue aclamada universalmente. Por su actuación, Zellweger consiguió importantes premios, incluyendo el Premio Globo de Oro a la mejor actriz (drama), el Premio del Sindicato de actores a la mejor actriz y el Premio Óscar a la Mejor Actriz.

## Argumento
Al principio de la historia, Judy Garland tiene 14 años y el gerente de su estudio, Louis B. Mayer, le dice que tiene un don que otras chicas no tienen. El talento de Judy para cantar es casi inigualable, mientras que ella es capaz de superar el éxito de Shirley Temple como una estrella infantil de Hollywood. Luego aparece Judy se muestra en sus cuarenta, actuando con sus dos hijos de su matrimonio con Sidney Luft, su tercer esposo. Más tarde, Judy y su hijo e hija intentan registrarse en su hotel, pero son rechazados por falta de pago anterior. Debido a esto, Judy se ve obligada a regresar a casa con Luft, quien desde entonces se divorció de ella.
En una fiesta, Judy conoce a Mickey Deans, propietario de un club nocturno, y se convierten en amigos cercanos. En un recuerdo de los años de la adolescencia de Judy con Mickey Rooney, su cuidadora del estudio interrumpe una cita para darle anfetaminas a Judy para ayudarla a controlar su apetito. La acción regresa a 1968, y Judy ve a un agente que le dice que Gran Bretaña está abierta a ella, pero que la recepción de Estados Unidos hacia ella se ha enfriado y se ha vuelto inviable debido a su creciente falta de confiabilidad y mal humor. Judy decide embarcarse hacia el Reino Unido, dejando a sus dos hijos con Luft, lo cual es difícil para ella.
En el Reino Unido, los problemas de abuso de sustancias le impiden actuar de manera confiable en el escenario. Judy llega tarde a su estreno en Londres. Se pide a los asistentes que verifiquen su salud y arreglen su maquillaje. Los aficionados son entusiastas. Su actuación es excelente. La película tiene otro flashback de Judy a los 14 años. Ella se queja de ser alimentada con píldoras para ayudarla a cumplir con sus demandas de horario. De vuelta en Londres en 1968, está actuando de nuevo y comienza a cantar "The Trolley Song", con fuertes aplausos.
Judy se encuentra con dos admiradores homosexuales que la esperan en la puerta del escenario cuando sale y se une a ellos para un refrigerio nocturno en su apartamento. Se unen por sus dificultades, y ella canta "Get Happy" mientras su fan toca el piano. Mickey Deans llega a Londres en una visita sorpresa, lo que la anima. Judy todavía tiene problemas para hacer sus presentaciones en el escenario a tiempo debido a problemas de abuso de sustancias y ansiedad. Otro flashback muestra a Mayer hablando con ella a los 15 años de edad, con Judy retratada como agotada por su horario de infancia, y Mayer retratado como usando abuso emocional e intimidación física para mantenerla en línea.
Su agente británico patrocinador la hace examinar por un médico especialista en voz. Judy dice que tuvo una traqueotomía hace años, lo que debilitó su voz. El médico le diagnostica agotamiento físico y mental, y le recomienda descanso para recuperarse. Su relación con Deans es un apoyo para su vida personal, y se casan. Él es su quinto esposo. Judy todavía piensa en sus hijos y sufre por estar separada de ellos. Los niños, sin embargo, son felices en la escuela en California. Deans tiene malas noticias sobre un acuerdo monetario que fracasó, lo que significa que debe quedarse en Gran Bretaña para poder subsistir. En su próxima actuación, ella se desmaya en el escenario y es interrumpida. Judy termina su compromiso de canto, pero regresa para la última noche en el escenario, donde pide interpretar una última canción. Ella se quiebra mientras canta "Over the Rainbow", pero se recupera con el estímulo de los fanáticos que la apoyan y puede completar la actuación. Judy pregunta: "No me olvidarán, ¿verdad?", al público, que aplaude antes de que termine su actuación, diciendo: "Prométanme que no lo harán". El epílogo de la película explica que Judy murió seis meses después, en el verano de 1969, a la edad de 47 años.

## Reparto

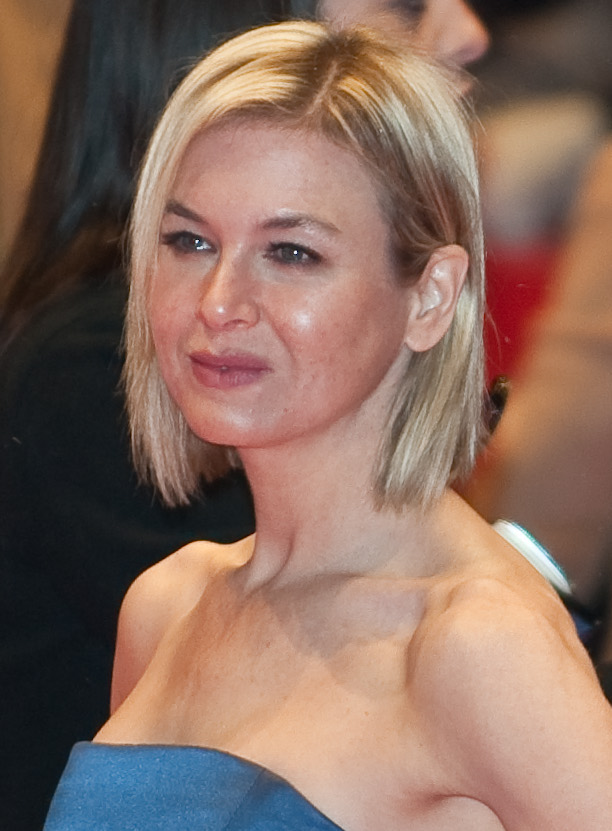
Renée Zellweger interpreta a Judy Garland con un papel aclamado por la crítica.

- Renée Zellweger como Judy Garland.
  - Darci Shaw como Judy Garland de joven.
- Finn Wittrock como Mickey Deans.
- Rufus Sewell como Sidney Luft.
- Michael Gambon como Bernard Delfont.
- Jessie Buckley como Rosalyn Wilder.
- Richard Cordery como Louis B. Mayer
- Bella Ramsey como Lorna Luft.
- Royce Pierreson como Burt.
- Andy Nyman como Dan.
- Daniel Cerqueira como Stan.
- Arthur McBain como Askith.
- John Dagleish como Lonnie Donegan.
- Gemma-Leah Devereux como Liza Minnelli.
- David Rubin como Noel.
- Lewin Lloyd como Joey Luft.
- Fenella Woolgar como Margaret Hamilton.
- Gus Barry como Mickey Rooney.

## Producción
El rodaje de la película comenzó el 19 de marzo de 2018, en Londres. Los lugares de rodaje incluyeron los West London Film Studios y el Imperio Hackney.

## Estreno
Judy tuvo su estreno mundial en el Festival de Cine de Telluride el 30 de agosto de 2019. También se proyectó en el Festival Internacional de Cine de Toronto el 10 de septiembre de 2019. La película fue estrenada en cines en Estados Unidos el 27 de septiembre de 2019, por Roadside Attractions y LD Entertainment, y en el Reino Unido el 2 de octubre de 2019, por 20th Century Fox, distribuidor británico de Pathé.

## Música
La banda sonora de la película fue lanzada el 28 de septiembre de 2019 por Decca Records. Presenta doce de las pistas más populares de Garland interpretadas por Zellweger, incluidas varias que se presentaron en la película, así como duetos con Sam Smith y Rufus Wainwright.

## Recepción

### Taquilla
A partir del 2 de enero de 2020, Judy recaudó $24 millones de dólares en Estados Unidos y Canadá, y $13.7 millones en otros territorios, para un total mundial de $37.7 millones de dólares.
La película ganó $2.9 millones en su primer fin de semana en Estados Unidos, en 461 cines, terminando en séptimo lugar en la taquilla; El 60% de su público era femenino, mientras que el 79% tenía más de 35 años. Se expandió a 1.458 cines el siguiente fin de semana y ganó $ 4.4 millones de dólares, quedando nuevamente en el séptimo lugar.

### Crítica
En el sitio web del agregador de reseñas Rotten Tomatoes, la película tiene una calificación de aprobación del 83% basada en 280 reseñas, con una calificación promedio de 7.0/10. El consenso de críticos del sitio web dice: "Dirigida por una actuación profundamente comprometida de Renée Zellweger, Judy captura los días menguantes de una amada intérprete con clara compasión". En el sitio web Metacritic, tiene un puntaje promedio ponderado de 66 sobre 100, basado en 45 críticos, lo que indica "revisiones generalmente favorables". El público encuestado por CinemaScore le dio a la película una calificación promedio de "A–" en una escala de A + a F.
Peter Travers, de Rolling Stone, calificó la interpretación de Zellweger de Judy Garland como "la actuación del año", mientras que Zoe Gahan, de Vanity Fair, escribió que era "una actuación estelar que pisotea el escenario. Es difícil saber dónde se detiene Garland y dónde comienza Zellweger... Ve a ver esta película. Ríete y llora, grita: ella merece cada lágrima".  Eric Kohn, de IndieWire, le dio a la película una "C", afirmando que "Zellweger habita el papel del ícono musical hastiado y que busca el alma razonablemente bien dentro de una saga triste y poco notable que la encuentra lidiando con su pasado, luchando con adicciones a las píldoras y una familia rota. Es una historia familiar en la que Judy lucha por refrescarse, al menos hasta que Zellweger toma el micrófono". 
Mónica Castillo, de RogerEbert.com, le dio a la película dos de cuatro estrellas; aunque elogió cómo la película contextualizó la infancia abusiva de Garland, criticó la dirección de Goold y la actuación de Zellweger, afirmando que "hay puntos en la película en los que los modales afectados de Zellweger se vuelven demasiado distractores y eclipsan todo lo demás a su alrededor... Por más que lo intente, la Judy de Zellweger nunca va más allá de una impresión del artista con múltiples talentos; su versión de actuación en mayúsculas no permite que el papel se sienta natural".

## Premios y candidaturas
| Premio                                         | Fecha de ceremonia      | Categoría                       | Candidato/a               | Resultado  | Ref.          |
| ---------------------------------------------- | ----------------------- | ------------------------------- | ------------------------- | ---------- | ------------- |
| AACTA Awards                                   | 3 de enero de 2020      | Mejor Actriz                    | Renée Zellweger           | Candidata  | [ 19 ]        |
| AARP's Movies For Grownups Awards              | 11 de enero de 2020     | Mejor Actriz                    | Renée Zellweger           | Ganadora   | [ 20 ] [ 21 ] |
| AARP's Movies For Grownups Awards              | 11 de enero de 2020     | Mejor Cápsula del tiempo        | Judy                      | Candidato  | [ 20 ] [ 21 ] |
| Atlanta Film Critics Circle                    | 2 de diciembre de 2019  | Mejor Actriz Principal          | Renée Zellweger           | Ganadora   | [ 22 ]        |
| Premios BAFTA                                  | 2 de febrero de 2020    | Mejor Actriz                    | Renée Zellweger           | Ganadora   | [ 23 ]        |
| Premios BAFTA                                  | 2 de febrero de 2020    | Mejor Diseño de vestuario       | Jany Temime               | Candidata  | [ 23 ]        |
| Premios BAFTA                                  | 2 de febrero de 2020    | Mejor peinado y maquillaje      | Jeremy Woodhead           | Candidato  | [ 23 ]        |
| British Independent Film Awards                | 1 de diciembre de 2019  | Mejor Actriz                    | Renée Zellweger           | Ganadora   | [ 24 ]        |
| British Independent Film Awards                | 1 de diciembre de 2019  | Mejor Fotografía                | Ole Bratt Birkeland       | Candidato  | [ 24 ]        |
| British Independent Film Awards                | 1 de diciembre de 2019  | Mejor diseño de vestuario       | Jany Temime               | Candidata  | [ 24 ]        |
| British Independent Film Awards                | 1 de diciembre de 2019  | Mejor peinado y maquillaje      | Jeremy Woodhead           | Ganador    | [ 24 ]        |
| British Independent Film Awards                | 1 de diciembre de 2019  | Mejor diseño de producción      | Kave Quinn                | Candidato  | [ 24 ]        |
| Casting Society of America                     | 30 de enero de 2020     | Estudio o independiente – Drama | Fiona Weir y Alice Searby | Candidatas | [ 25 ] [ 26 ] |
| Critics' Choice Movie Awards                   | 12 de enero de 2020     | Mejor Actriz                    | Renée Zellweger           | Ganadora   | [ 27 ]        |
| Critics' Choice Movie Awards                   | 12 de enero de 2020     | Mejor peinado y maquillaje      | Judy                      | Candidato  | [ 27 ]        |
| Detroit Film Critics Society                   | 9 de diciembre de 2019  | Mejor Actriz                    | Renée Zellweger           | Candidata  |               |
| Detroit Film Critics Society                   | 9 de diciembre de 2019  | Artista revolucionaria          | Jessie Buckley            | Candidata  |               |
| Premios Globo de Oro                           | 5 de enero de 2020      | Mejor Actriz en Drama           | Renée Zellweger           | Ganadora   |               |
| Hollywood Critics Association                  | 9 de enero de 2020      | Mejor Actriz                    | Renée Zellweger           | Candidata  | [ 28 ]        |
| Hollywood Critics Association                  | 9 de enero de 2020      | Mejor peinado y maquillaje      | Judy                      | Candidata  | [ 28 ]        |
| Hollywood Film Awards                          | 3 de noviembre de 2019  | Mejor Actriz de Hollywood       | Renée Zellweger           | Ganadora   | [ 29 ]        |
| Independent Spirit Awards                      | 8 de febrero de 2020    | Mejor Actriz principal          | Renée Zellweger           | Ganadora   | [ 30 ] [ 31 ] |
| National Board of Review                       | 8 de enero de 2020      | Top 10 películas independientes | Judy                      | Ganadora   |               |
| National Board of Review                       | 8 de enero de 2020      | Mejor Actriz                    | Renée Zellweger           | Ganadora   |               |
| Palm Springs International Film Festival       | 2 de enero de 2020      | Desert Palm Achievement Award   | Renée Zellweger           | Ganadora   | [ 32 ]        |
| San Diego Film Critics Society                 | 19 de diciembre de 2019 | Mejor Actriz                    | Renée Zellweger           | Finalista  |               |
| San Diego Film Critics Society                 | 19 de diciembre de 2019 | Artista revolucionario          | Jessie Buckley            | Candidata  |               |
| Santa Barbara International Film Festival      | 16 de enero de 2020     | Premio rivera americana         | Renée Zellweger           | Ganadora   | [ 33 ]        |
| Satellite Awards                               | 19 de diciembre de 2019 | Mejor Actriz de Drama           | Renée Zellweger           | Candidata  | [ 34 ]        |
| Satellite Awards                               | 19 de diciembre de 2019 | Mejor diseño de vestuario       | Jany Temime               | Candidata  | [ 34 ]        |
| Screen Actors Guild Awards                     | 16 de enero de 2020     | Mejor Actriz principal          | Renée Zellweger           | Ganadora   | [ 35 ]        |
| St. Louis Film Critics Association             | 15 de diciembre de 2019 | Mejor Actriz                    | Renée Zellweger           | Candidata  |               |
| Washington D. C. Area Film Critics Association | 8 de diciembre de 2019  | Mejor Actriz                    | Renée Zellweger           | Candidata  |               |
| Atlanta Film Critics Circle                    | 2019                    | Mejor Actriz                    | Renée Zellweger           | Ganadora   |               |
| Las Vegas Film Critics Society Awards          | 2019                    | Mejor Actriz                    | Renée Zellweger           | Ganadora   |               |
| Phoenix Film Critics Society Awards            | 2019                    | Mejor Actriz                    | Renée Zellweger           | Ganadora   |               |
| Seattle Film Critics Awards                    | 2019                    | Mejor Actriz                    | Renée Zellweger           | Candidata  |               |
| Premios Óscar                                  | 9 de febrero de 2020    | Mejor Actriz                    | Renée Zellweger           | Ganadora   | [ 36 ]        |
| Premios Óscar                                  | 9 de febrero de 2020    | Mejor maquillaje y peluquería   | Jeremy Woodhead           | Candidata  | [ 36 ]        |